# Bordj Bou Naama
Bordj Bou Naama (em árabe: برج بونعامة) é uma comuna localizada na província de Tissemsilt, Argélia. Sua população estimada em 2008 era de 20 864 habitantes. A cidade é localizada no centro das montanhas Ouarsenis.